# Ascoli Piceno
Ascoli Piceno er en italiensk by (og kommune) i regionen Marche i Italien, med omkring 45.571(2023) indbyggere.
Ascoli blev grundlagt af picenerne 1600 år før Rom blev grundlagt. I 299 f.Kr. allierede Ascoli Piceno sig med Rom under den tredje samnitterkrig, men blev  i 91 f.Kr. arnestedet for oprøret mod romerne i forbundsfællekrigen.
Ascoli Piceno er en af Italiens monumentale byer: Dens historiske centrum fylder lidt over 150 hektar (1,5 km²) og er bygget af en kalksten, der udvindes fra stenbrud i umiddelbar nærhed, og som udgør det samlende element i bygninger, der er opført over en periode på ca. 2.500 år.
Den har to vigtige pladser: Det første er renæssancepladsen Piazza del Popolo, hvor nogle af de vigtigste bygninger ligger, bl.a. Palazzo dei Capitani del Popolo, den historiske Caffè Meletti og San Francesco-kirken.
Det andet er byrummet på Piazza Arringo, Ascolis ældste og største plads, hvor det middelalderlige dåbskapel San Giovanni og katedralen Sant'Emidio, som omslutter en krypt, der også er dedikeret til skytshelgenen, står. Der er også biskoppens palads og Arengo-paladset, som huser byens kunstgalleri og nogle kommunale kontorer.
En anden plads med stor arkitektonisk værdi er Piazza Ventidio Basso, en uregelmæssig plads omgivet af bygninger som Sankt Vincents og Sankt Anastasius' kirke med sin karakteristiske facade opdelt i firkanter, Sankt Petrus Martyrs kirke, ombyggede bygninger fra perioden og nogle eksempler på adelige tårne, både intakte og forfaldne eller inkorporeret i bygninger. Fra denne plads starter hvert år det historiske optog til Quintana-ridderturneringen.
Blandt monumenter, der er værd at nævne, er: den romerske bro Solestà, en af de få i Italien, som også kan besøges indvendigt, Malatesta-fæstningen, Pia-fæstningen, ruinerne af det romerske teater, Annunziata-hulerne, det lombardiske palads med Ercolani-tårnet, et af de overlevende tårne blandt de omkring 200, der optræder i middelalderlige krøniker, og som har givet Ascoli tilnavnet Byen med de hundrede tårne. Ascoli Piceno var omgivet af en bymur med 7 porte af hvilken Porta Romana anses for at være en af de ældste og vigtigste byporte i Ascoli; gennem dens buegange kom Via Salaria ind i byen fra Rom. Med sin monumentalitet kan den arkitektonisk klassificeres som en typisk romersk konstruktion fra det 1. århundrede f.Kr.